# 사이타마 고속 철도선
사이타마 고속 철도선(일본어: 埼玉高速鉄道線)은 사이타마 고속 철도가 운영하는 유일한 철도 노선이다.
일본 도쿄도 기타구에 있는 아카바네이와부치 역과 사이타마현 사이타마시 미도리구에 있는 우라와미소노 역을 잇는다.

## 역사
- 2001년 3월 28일: 개통

## 운행 방식
대부분 열차가 아카바네이와부치 역을 통해 도쿄 메트로 난보쿠 선, 도쿄 급행 전철 메구로 선으로 직결 운행한다.

## 차량

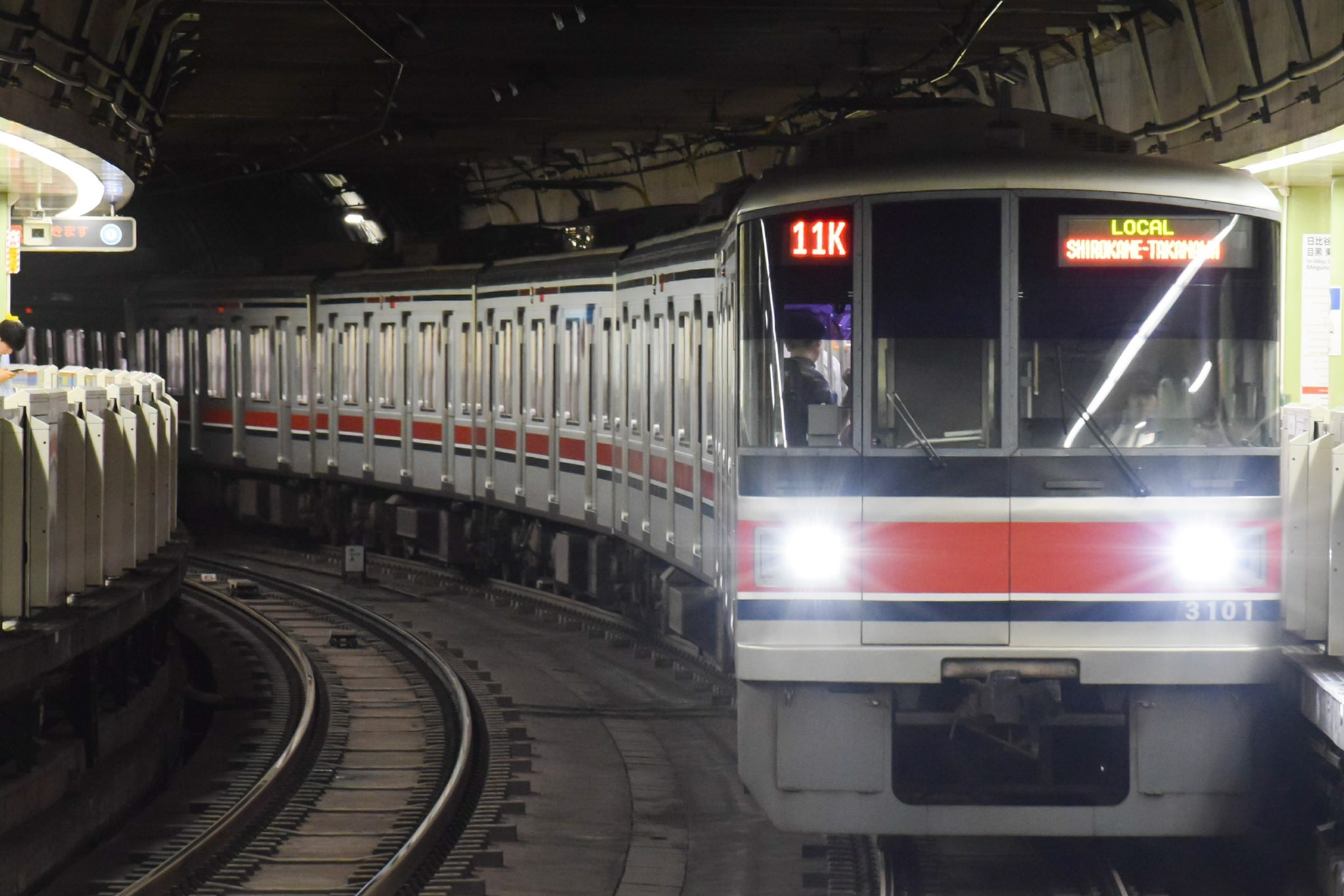
2000계
- 도쿄 메트로 9000계
- 도큐 3000계
- 도큐 3020계
- 도큐 5080계

- 도큐 3000계

## 역 목록
| 역 이름          | 일본어 이름 | 거리 (km) | 접속 노선                         | 소재지        | 소재지              |
| ---------------- | ----------- | --------- | --------------------------------- | ------------- | ------------------- |
| 아카바네이와부치 | 赤羽岩淵    | 0.0       | 도쿄 지하철 난보쿠 선 (직결 운행) | 도쿄도 기타구 | 도쿄도 기타구       |
| 가와구치모토고   | 川口元郷    | 2.4       |                                   | 사이타마현    | 가와구치시          |
| 미나미하토가야   | 南鳩ヶ谷    | 4.3       |                                   | 사이타마현    | 가와구치시          |
| 하토가야         | 鳩ヶ谷      | 5.9       |                                   | 사이타마현    | 가와구치시          |
| 아라이주쿠       | 新井宿      | 7.5       |                                   | 사이타마현    | 가와구치시          |
| 도즈카안교       | 戸塚安行    | 10.0      |                                   | 사이타마현    | 가와구치시          |
| 히가시카와구치   | 東川口      | 12.2      | 무사시노 선                       | 사이타마현    | 가와구치시          |
| 우라와미소노     | 浦和美園    | 14.6      |                                   | 사이타마현    | 사이타마시 미도리구 |